# Svalings naturreservat
Svalings naturreservat är ett naturreservat  i Gothems socken  i Region Gotland på Gotland.
Området är naturskyddat sedan 2022 och är 36 hektar stort. Reservatet ligger väster om Åminne och består av kalkbarrskog med höga naturvärden.